# Police au Kosovo

Drapeau de la police du Kosovo.

 (juin 2019).
Si vous disposez d'ouvrages ou d'articles de référence ou si vous connaissez des sites web de qualité traitant du thème abordé ici, merci de compléter l'article en donnant les références utiles à sa vérifiabilité et en les liant à la section « Notes et références ».
La Police du Kosovo (en albanais : Policia e Kosovës, ( Policija Kosova) est l'agence chargée de la police au Kosovo. Elle est rattachée au Ministère de l'Intérieur.

## Histoire
Elle est créée en 1999, à la suite de la guerre du Kosovo et du retrait des troupes Yougoslaves.
La création de la Mission d'administration intérimaire des Nations Unies au Kosovo (MINUK) comprenait un important élément de maintien de l'ordre international, appelé police de la MINUK. La résolution 1244 du Conseil de sécurité des Nations unies leur confie deux tâches principales : 1) établir une nouvelle force de police; 2) dans l'intervalle, maintenir l'ordre civil. Le nom de la nouvelle force de police, "Kosovo Police Service", a été choisi par le premier commissaire de police international, Sven Frederiksen.
Le recrutement a commencé immédiatement et les anciennes écoles de police de Vučitrn ont été rénovées par l’Organisation pour la sécurité et la coopération en Europe (OSCE), qui a commencé à former les cadets.

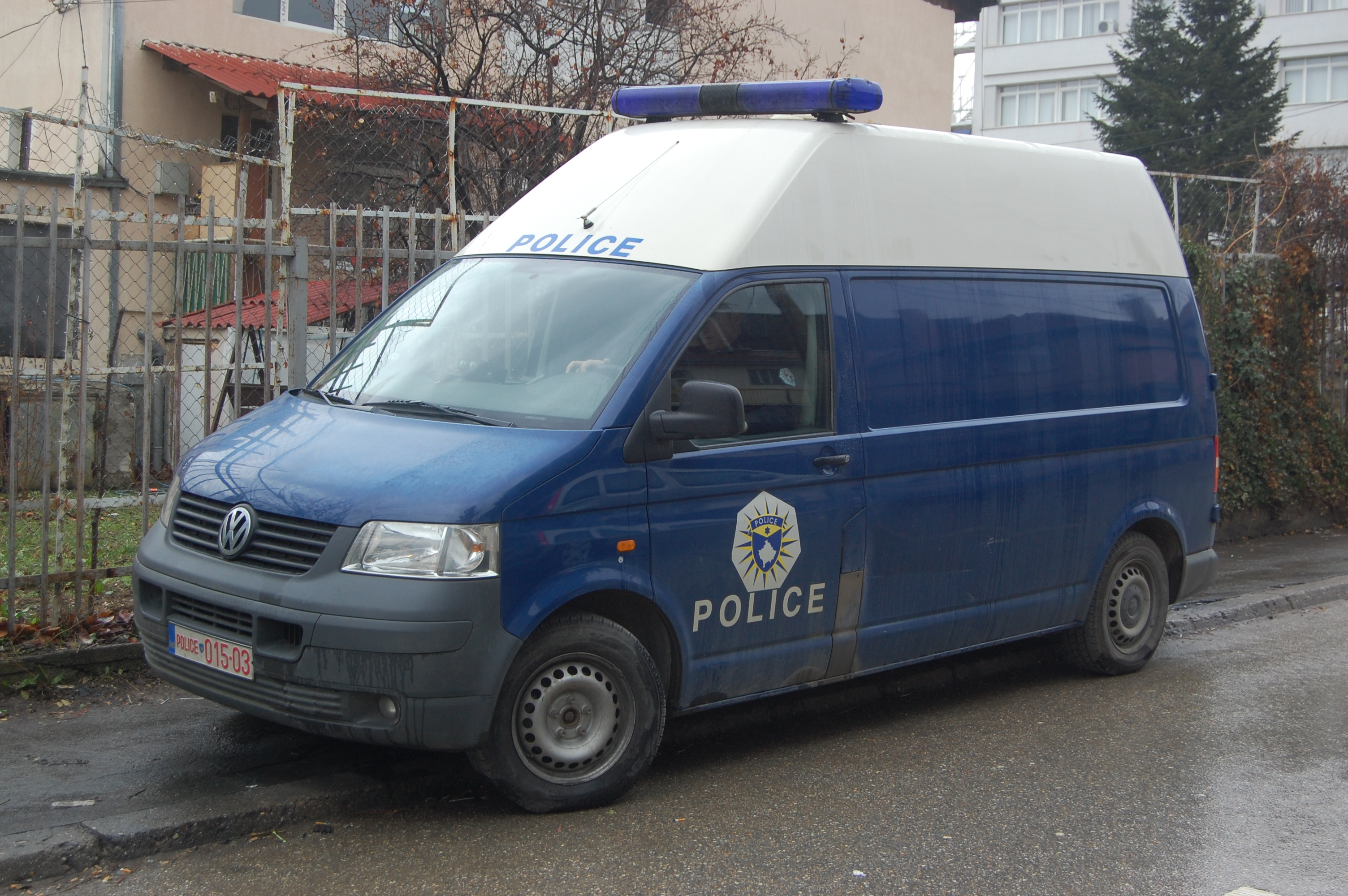
Véhicule de la police à Pristina.

En février 2008, lorsque le Kosovo a proclamé son indépendance, la force est devenue une agence gouvernementale du Gouvernement du Kosovo. Auparavant, il était subordonné à la police de la MINUK et le commissaire de police international avait toujours l'autorité de commander la police internationale et la police du Kosovo.

## Taille et composition ethnique
La police du Kosovo a connu une croissance régulière depuis 1999 et a atteint en 2004 la taille prévue de près de 7 000 agents. En 2010, l'entreprise comptait environ 9 000 employés. Environ 90% des policiers du Kosovo sont des Albanais, tandis que 10% appartiennent à des minorités ethniques, composées principalement de Serbes[réf. nécessaire].

## Unités spéciales
- Unité régionale des crimes de rue / Unité régionale de soutien opérationnel
- Unité de protection rapprochée
- Unité spéciale d'intervention
- Unité canine
- Unité motocycliste

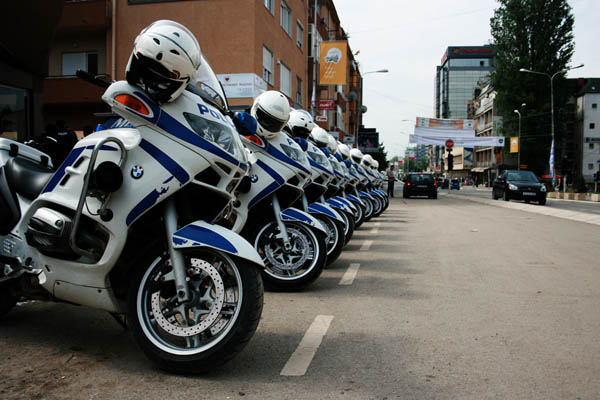
Véhicules de l'unité motocycliste.
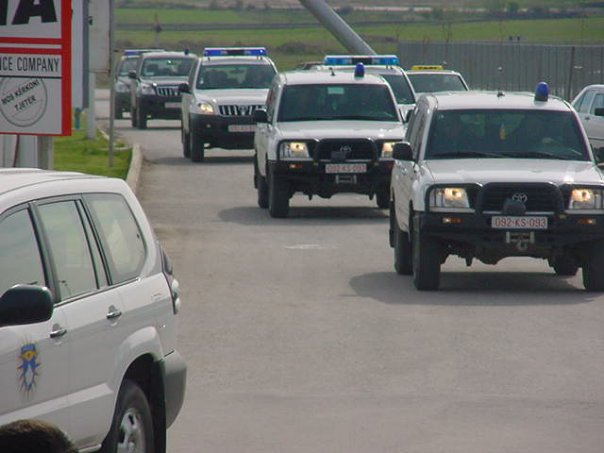
L'unité de protection rapprochée.

## Relations internationales
| Nom de l'organisation | Zone d'action           | Membre |
| --------------------- | ----------------------- | ------ |
| Europol               | Union européenne Europe | Non    |
| Interpol              | Monde                   | Non    |

En novembre 2018, la police du Kosovo s'est vu refuser l'adhésion à Interpol, l'organisation internationale qui facilite la coopération policière internationale. Le Kosovo a accusé la Serbie d’être derrière le vote négatif et d’exercer des représailles contre la Serbie avec des droits de douane de 100% sur les marchandises importées.